# Маргеро (Савона)
Маргеро је насеље у Италији у округу Савона, региону Лигурија.
Према процени из 2011. у насељу је живело 64 становника. Насеље се налази на надморској висини од 454 м.